# 歌菜子
歌菜子（かなこ）は、日本の歌手、シンガーソングライター、作曲家、作詞家。
出生は福岡県糟屋郡。血液型はB型。身長154cm。スリーナインエンタテインメントを経て、現在はMOJOST所属。

## 来歴
幼少の頃から人前に出ることが好きで、姉の影響で劇団ひまわりに入団し、小学3年生の時に子役としてデビューする。NHK教育テレビの『さわやか3組』藤田はるか役でレギュラーを務めるなど、演技の方で活動していた。
元々は歌手を目指していたことから、音楽学校へ入学し、歌・作詞・作曲の勉強しながら音楽活動をスタートさせる。
2008年、TVアニメ『ポケットモンスター ダイヤモンド&パール』のエンディング曲『あしたはきっと』を歌奈子名義で歌唱しメジャーデビュー。
2010年2月、アーティスト名をCanacoに改名。当時、同じくスリーナインエンタテインメントの所属であった福山芳樹からの楽曲提供で、PCゲーム『置き場がない!』のエンディングテーマ『一番星と君と』を歌唱。
2011年、前年にエンディングテーマを担当した『置き場がない!』のファンディスク『やや置き場がない!』の主題歌『baby star』の作詞、作曲、歌唱を担当。9月22日より、webラジオ『ややまじラジオ』で、同作品に出演の声優・真琴ひろとともにパーソナリティを務める。
2014年2月、にアーティスト名を現在の歌菜子に改名。3月には、寒河江康隆が設立したMOJOSTへ新たに所属する。
2015年、下仁田町公式応援ソング『こんにゃくパラダイス』を発表。
2016年4月より下仁田町観光PR大使に任命され、下仁田町の活性化のために活動を行っている。

## ディスコグラフィ

### シングル
|     | 発売日         | タイトル             | 規格品番  | 備考                                                       |
| --- | -------------- | -------------------- | --------- | ---------------------------------------------------------- |
| 1st | 2008年11月26日 | あしたはきっと       | ZMCP-4370 | TVアニメ『ポケットモンスター ダイヤモンド&パール』ED主題歌 |
| 2nd | 2017年4月20日  | こんにゃくパラダイス | SPCA-0002 | 下仁田町公式応援ソング                                     |

### アルバム
|     | 発売日         | タイトル | 規格品番  |
| --- | -------------- | -------- | --------- |
| 1st | 2018年12月28日 | Again    | SPCA-0004 |

## 楽曲提供
- 『究極! 無敵!! キュウレンジャー』（2017年、『宇宙戦隊キュウレンジャー』挿入歌／歌：幡野智宏） - 作詞
- 『恋はmoon night mystery』（2018年『快盗戦隊ルパンレンジャーVS警察戦隊パトレンジャー』挿入歌／歌：池田彩） - 作詞・作曲

## コーラス参加
- アルバム『Starlight Stardust』（2009年／歌：神奈延年）※CANACO名義
  - 『Starlight Stardust』
  - 『Just like a thunder』
  - 『アスピリン』
  - 『あの日』
  - 『俺達の旅』
- 『ルパンレンジャーVSパトレンジャー』（2018年『快盗戦隊ルパンレンジャーVS警察戦隊パトレンジャー』主題歌／歌：Project.R(吉田達彦、吉田仁美)）
- 『Chase You Up!パトレンジャー』（2018年『快盗戦隊ルパンレンジャーVS警察戦隊パトレンジャー』挿入歌／歌：吉田仁美）

## ラジオ番組
- ややまじラジオ (あかべぇそふとつぅによるwebラジオ 2011年9月22日 - 11月25日 全10回)

## エピソード
- デビュー前に、和田アキ子のコーラスとしてNHK紅白歌合戦に出演した経験がある[10]。
- 所属事務所であるMOJOSTのロゴマークのデザインを担当した[11]。